# George Borg Olivier

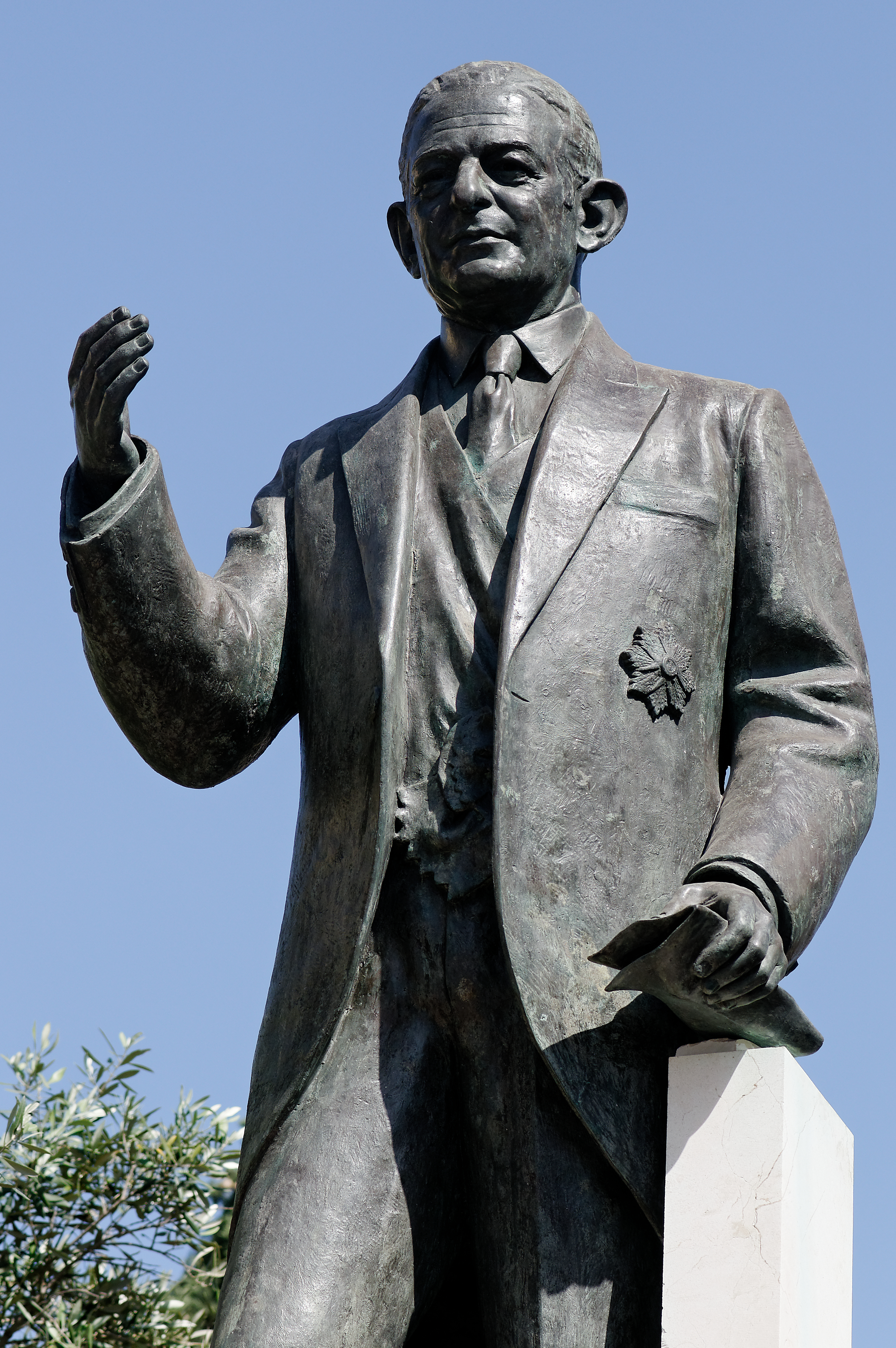
Pomnik George’a Borga Oliviera w Valletcie

George Borg Olivier, Giorgio Borg Olivier (ur. 5 lipca 1911 w Valletcie, zm. 29 października 1980 w Sliemie) – maltański prawnik i polityk. Deputowany i minister. Premier Malty w latach 1950–1955 oraz 1962–1971, w tym pierwszy premier po uzyskaniu przez Maltę niepodległości. Lider Partii Narodowej w latach 1950–1977, w latach 1955–1958 oraz 1971–1976 lider opozycji w maltańskim parlamencie.

## Życiorys
Urodził się 5 lipca 1911 w Valletcie. Uczył się w liceum, a następnie na wydziale prawa Uniwersytetu Maltańskiego, który ukończył w 1937. W 1939 został wybrany do Council of Government. Związał się z Partią Narodową. W 1947 został wybrany na posła do Izby Reprezentantów, gdzie został zastępcą lidera opozycji Enrica Mizziego. W kolejnych wyborach w 1950 ponownie zdobył mandat, w nowo utworzonym mniejszościowym rządzie lidera PN objął teki ministra pracy i odbudowy oraz ministra edukacji. 20 grudnia 1950 zmarł Enrico Mizzi, a George Borg Olivier stanął na czele Partii Narodowej oraz objął urząd premiera i tekę ministra sprawiedliwości. Po przedterminowych wyborach w maju 1950 ponownie został premierem, tym razem koalicyjnego rządu tworzonego z Malta Workers Party. Pozostał również ministrem pracy i odbudowy, rezygnując z pozostałych stanowisk ministerialnych. W 1953, po kolejnych przedterminowych wyborach, został powołany jego trzeci rząd, również w ramach koalicji z Malta Workers Party. Wybory parlamentarne w 1958 wygrała Partia Pracy, a George Borg Olivier został liderem opozycji. Przewodniczył delegacji Partii Narodowej na rozmowy z rządem brytyjskim dotyczące autonomii Malty.
W 1962 Partia Narodowa wygrała przeprowadzone po kilkuletnim kryzysie wybory parlamentarne. George Borg Olivier uzyskał wówczas ponownie mandat poselski, który utrzymywał w 1966, 1971 i 1976. 5 marca 1962 po raz czwarty został premierem, obejmując także tekę ministra gospodarki i finansów. W lipcu 1963 przewodniczył maltańskiej delegacji na konferencję ds. niepodległości Malty. 21 września 1964 Malta ostatecznie uzyskała niepodległość, pozostając we Wspólnocie Narodów.
W 1964 otrzymał z rąk papieża Pawła VI Order Świętego Sylwestra oraz Order Piusa IX, został także doktorem honoris causa Uniwersytetu Maltańskiego. W marcu 1965 w swoim gabinecie objął dodatkowo stanowisko ministra spraw zagranicznych.
Wybory parlamentarne w marcu 1966 ponownie wygrała Partii Narodowa, a George Borg Olivier po raz piąty został premierem. Przejął także ponownie tekę ministra spraw zagranicznych. W 1968 otrzymał Order Pro Merito Melitensi. PN przegrała kolejne wybory w 1971, na stanowisko premiera w czerwcu tegoż roku powrócił Dom Mintoff z Partii Pracy, który w 1974 doprowadził do proklamowania Republiki Malty. George Borg Olivier do 1977 był liderem Partii Narodowej i liderem opozycji. Z przewodnictwa w partii ustąpił wkrótce po kolejnych przegranych przez partię wyborach z 1976, zrezygnował wówczas na rzecz Edwarda Fenecha Adamiego.
Zmarł 29 października 1980 w Sliemie.

## Odznaczenia i wyróżnienia
- Order Świętego Sylwestra (1964)
- Order Piusa IX (1964)
- Order Pro Merito Melitensi (1968)
- Tytuł doktora honoris causa Uniwersytetu Maltańskiego[1]

## Życie prywatne
W 1943 ożenił się z Alexandrą Mattei. Mieli troje dzieci – córkę Angelę oraz synów Alexandra i Petera.